# Stockton (Wisconsin)
Stockton es un pueblo ubicado en el condado de Portage en el estado estadounidense de Wisconsin. En el Censo de 2010 tenía una población de 2917 habitantes y una densidad poblacional de 19,49 personas por km².

## Geografía
Stockton se encuentra ubicado en las coordenadas 44°29′18″N 89°25′9″O / 44.48833, -89.41917. Según la Oficina del Censo de los Estados Unidos, Stockton tiene una superficie total de 149.65 km², de la cual 149.08 km² corresponden a tierra firme y (0.38%) 0.57 km² es agua.

## Demografía
Según el censo de 2010, había 2917 personas residiendo en Stockton. La densidad de población era de 19,49 hab./km². De los 2917 habitantes, Stockton estaba compuesto por el 98.15% blancos, el 0.1% eran afroamericanos, el 0.21% eran amerindios, el 0.48% eran asiáticos, el 0% eran isleños del Pacífico, el 0.55% eran de otras razas y el 0.51% pertenecían a dos o más razas. Del total de la población el 1.82% eran hispanos o latinos de cualquier raza.